# Willa Ulatowskiego w Toruniu
Willa Ulatowskiego w Toruniu – modernistyczna willa z 1930 roku, należąca niegdyś do architekta Kazimierza Ulatowskiego. Znajduje się przy ulicy Legionów 14 w Toruniu. Została zaprojektowana w lutym 1929 roku, pozwolenie na budowę wydano 2 sierpnia 1929 roku. Prace budowlane zakończono w 1930 roku. W styczniu 1931 roku wydano pozwolenie na użytkowanie budynku. W kwietniu 1939 roku planowano od strony północnej dobudować nową klatkę schodową, w celu podzielenia domu na mieszkania. Plan ten nie został jednak wdrożony. 9 października 1986 roku obiekt wpisano do rejestru zabytków.
Willę wzniesiono na niesymetrycznym rzucie z wydłużonym narożnikiem północno-wschodnim. Całkowita powierzchnia otaczającego go ogrodu wynosi 2 500 m². Główne wejście do willi znajduje się od strony północnej. Na parterze mieszczą się trzy pokoje, salon, kuchnia, jadalnia, pralnia i toaleta, piętro wyżej cztery sypialnie, pokój służby, łaźnia, garderoba, ustęp oraz taras. W oknie południowym znajduje się witraż stworzony przez poznański zakład Polichromja. Przedstawia on astronoma Mikołaja Kopernika i burmistrza Torunia Henryka Strobanda.